# 1. FC Zeitz
Maillots
Dernière mise à jour : 16 mars 2011.
Le 1. FC Zeitz est un club allemand de football localisé à Zeitz dans la Saxe-Anhalt.

## Histoire (football)

### Avant 1945
Les racines du club remontent à la fondation en 1910 du SpVgg Zeitz 1910. Le club fut longtemps le numéro 2 de la localité de Zeitz derrière le Zeitzer BC 1903. 
En 1940, le SpVgg Zeitz 1910 accéda à la Gauliga Mitte, une des seize ligues créées sur ordre des Nazis dès leur arrivée au pouvoir en 1933. Le club joua trois saisons puis fut relégué en 1943.
En 1945, le cercle fut dissous par les Alliés, comme tous les clubs et associations allemands (voir Directive n°23). En 1946, il fut reconstitué sous l’appellation Sportgemeischaft Zeitz ou SG Zeitz.
En 1947-1948, la SG Zeitz fut brièvement renommé SG Rot-Weiss Zeitz. Sous cette appellation, le club remporta son "Kreismeisterschaft" (championnat d'arrondissement) et accéda à la Landesklasse Sachsen-Anhalt. Tous les "Sportgruppe" de la localité furent regroupés sous l’appellation Zentrale Sportgemeischaft Zeitz ou ZSG Zeitz.
La ville de Zeitz se trouvait dans la zone soviétique et fit donc partie de la RDA, à partir d’octobre 1949.

### Époque de la RDA
En 1949, la ZSG Zeitz fut fusionné avec la SG Smola Zeitz pour former la ZSG Gasolin Zeitz, puis le 20 décembre 1949, le club fut rebaptisé ZSG Hydrierwerk Zeitz. Sous ce nom, le club disputa la finale de la Sachsen-Anhalt Landesklasse mais s’y inclina (3-1) contre la BSG EHW Thale.

ancien logo de la BSG Chemie Zeitz

Son titre de vice-champion permit au club, qui fut renommé BSG Chemie Zeitz, d’être qualifié pour être un des fondateurs de la DDR-Liga en 1950. Lors de cette saison inaugurale, le club termina deuxième de son groupe derrière le BSG Zentrag Wismut Aue.
Le club s’installa au 2e niveau de la hiérarchie est-allemande et y évolua jusqu’en 1958, année où, grâce entre autres à ses attaquants, Bernd Bauchspieß et Herbert Krontal, il fut sacré champion et monta en DDR-Oberliga. Chemie Zeitz assura son maintien avec une 10e place sur 14 lors de sa première saison. Par contre en 1960, il échoua à l’avant-dernière place, bien que Bernd Bauchspieß termina meilleur buteur de la ligue avec 25 buts. Le club fut relégué en compagnie de Fortschritt Weissenfels.
La BSG Chemie Zeitz retourna en DDR-Liga, versé dans le Groupe Süd, le club y resta jusqu’au terme du championnat 1968-1969, où il ne put éviter la relégation en Bezirksliga Halle.
Le cercle termina deux fois consécutivement vice-champion. En 1971, cette place lui permit de remonter en DDR-Liga, car cette ligue passait alors de 2 à 5 séries. Chemie Zeitz assura son maintien de justesse en 1972 dans le Groupe D. Reversé dans le Groupe E, la saison suivante, le club en fut champion. Lors du tour final en les cinq vainqueurs de poules, il échoua à la 4e place.

ancien logo de la BSG Chemie Zeitz de 1989 à 1991

La BSG Chemie Zeitz resta dans le Groupe E jusqu’en 1979, puis fut versé dans le Groupe C, où il resta jusqu’en 1982. Le club dut alors redescendre en Bezirksliga Halle.
Par la suite, le cercle resta anonymement en milieu du classement de sa Bezirksliga. À partir de 1987, il dut lutter pour son maintien. 
Le club rebaptisé SG Chemie Zeitz termina la dernière saison de la Bezirksliga Halle, en 1990-1991 à la 7e place. Cela lui permit d’être retenu pour la Landesliga Sachsen-Anhalt pour la saison suivante, soit le 5e niveau du football allemand réunifié.
Le 5 mai 1994, la section football devint indépendant sous l’appellation 1. FC Zeitz

### 1. FC Zeitz
Le club monta de Landesliga Süd, Sachsen-Anhalt en Verbandsliga Sachsen-Anhalt en 1996. À cette époque cela signifiait un passage du 6e vers le 5e niveau. En 2000, le cercle redescendit en Landesliga Süd, Sachsen-Anhalt. Le club y évolua jusqu’en 2009, où il descendit en Landesklasse Sachsen-Anhalt. Il y fut vice-champion du Groupe 6, l’année suivante à bonne distance du premier, le SSV 90 Landsberg.
En 2010-2011, le 1. FC Zeitz évolue en Landesklasse Sachsen-Anhalt (Groupe 6), soit le 8e niveau de la hiérarchie de la DFB.

## Palmarès

### SpVgg Zeitz
- Participation à la Gauliga Mitte: 1940 à 1943.

### Époque de la RDA
- Vice-champion de la Landesklasse, Saxe-Anhalt: 1950.
- Champion de DDR-Liga: 1958.
- Champion de DDR-Liga, Groupe E: 1973.
- Vice-champion de la Bezirksliga Halle: 1970, 1971

### 1. FC Zeitz
- Vice-champion de la Landesliga Süd, Sachsen Anhalt: 2003
- Vice-champion Landesklasse Sachsen-Anhalt, Groupe 6: 2010.

## Localisation

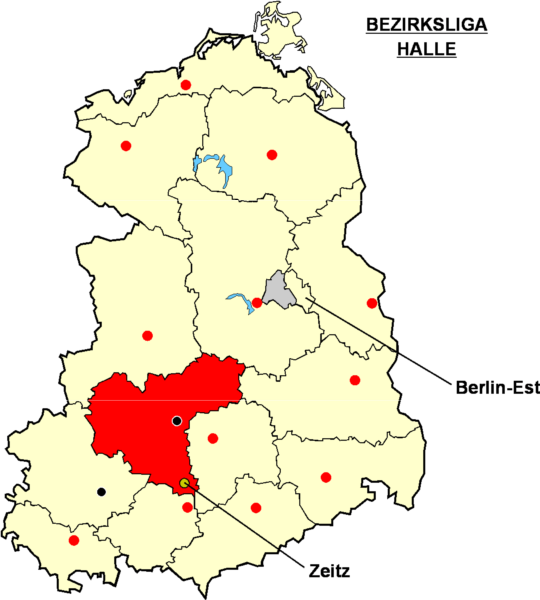
Localisation de Zeitz dans la Bezirksliga Halle à l’époque de la RDA